# Кроуснест (гора)
Кроуснест (англ. Crowsnest Mountain) — живописная гора на юге Канадских Скалистых гор на юго-западе Альберты. Вершина видна с трассы Альберта 3 к западу от города Коулман в перевале Кроуснест. Первоначально гора была названа индейцами кри из-за воронов, которые гнездились в этом районе.

## Геология

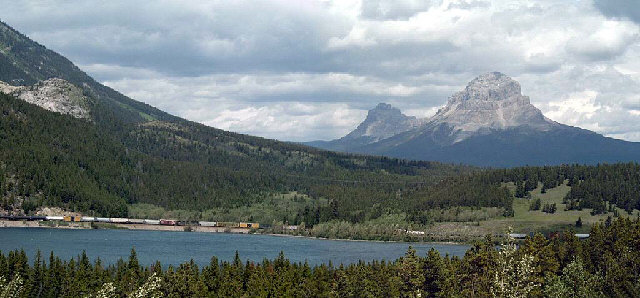
Вид на горы Кроуснест (справа) и Семь сестёр (слева) со стороны озера Кроуснест

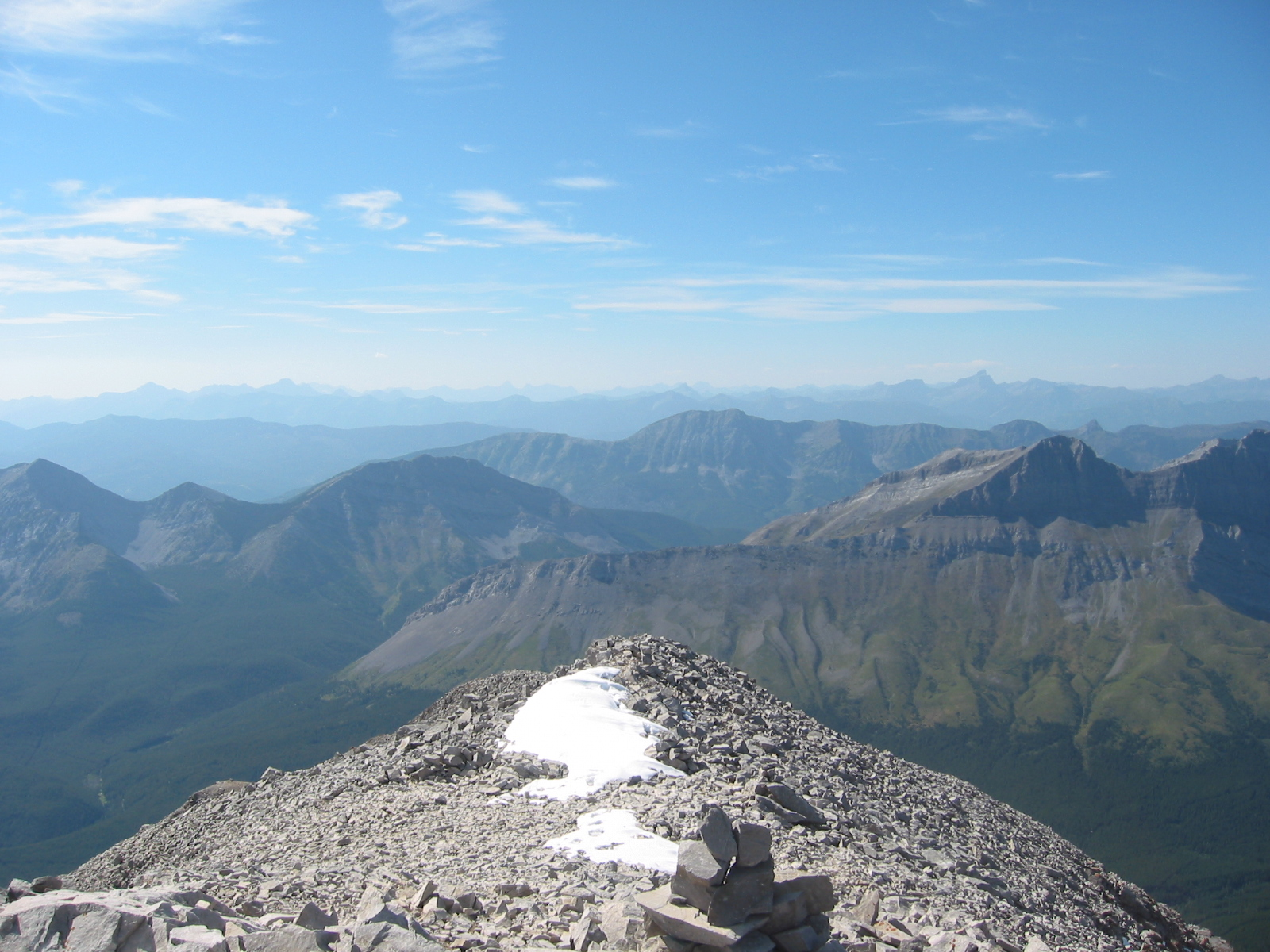
Вид с вершины Кроуснест

Серые скалы, обнажённые в верхней части Кроуснест, представляют собой известняки и глинистые сланцы от позднего девона до раннего миссисипского периода (поллизерская формация в основании, покрытая формациями Эксшоу и Банф и с формацией Ливингстон на вершине). Они были перемещены с запада вдоль надвигового разлома Льюиса и размещены на более молодых породах (позднемеловой формации Белли-Ривер), лежащих под лесистыми нижними склонами горы. Во время этого движения они были сформированы в широкую синклиналь в результате складывания разломов.
Отложения от девона до миссисипского периода являются частью надвигового пласта Льюиса, который первоначально был непрерывным от хребта Хай-Рок непосредственно на запад. Позже пласт был прорезан эрозией вдоль Аллисон-Крик, однако гора Кроуснест и её северный сосед, гора Семь сестёр остались в изолированной группе.